# Bantar (Wanareja)
Bantar is een bestuurslaag in het regentschap Cilacap van de provincie Midden-Java, Indonesië. Bantar telt 6830 inwoners (volkstelling 2010).